# Manden fra Vesten
Manden fra Vesten er en amerikansk stumfilm fra 1919 af Hobart Henley og Victor Schertzinger.

## Medvirkende
- Pauline Frederick som Madge Nelson
- Hardee Kirkland som Nils Olsen
- Corinne Barker som Sophy McGurn
- Lydia Yeamans Titus
- Eddie Sturgis